# Sixtinská madona
Sixtinská madona (někdy též zvaná Madona di San Sisto) je světoznámý obraz italského renesančního malíře Raffaela Santiho (1483–1520), který je dnes umístěn v obrazárně v drážďanském Zwingeru (Gemäldegalerie Alte Meister). Jedná se o vrcholné oltářní dílo, v němž v minulosti mnozí spatřovali „ideální zobrazení zbožného rozjímání, tiché vznešenosti i vnitřní křesťanské síly“.

## Kompozice
Obraz je obměnou tradiční sacra conversazione, což je renesanční ikonografický typ madony s Ježíškem a anděly u nohou, jež trůní mezi stojícími světci, jakoby při duchovním rozhovoru. Zobrazuje Pannu Marii, jež drží na rukou malého Ježíše a stojí přitom na oblaku před roztaženou oponou. Na oblacích před ní klečí sv. Sixtus po levé ruce a sv. Barbora po pravé. Madona jako ztělesnění vznešenosti a humánnosti sestupuje jakoby k divákovi a ukazuje mu budoucího Spasitele. Papež Sixtus II. jí v hluboké úctě naznačuje cestu z oblaků na zem, do kostela sv. Sixta (San Sisto), zatímco sv. Barbora upírá pohled na dvojici andílků, kteří se se znuděnými výrazy opírají o spodní rám obrazu.

## Symbolika
Obraz obsahuje symbolické prvky. Lze je nalézt v Ježíšově poloze v Mariiných rukou, v rozhrnuté oponě a v tiáře stojící u papežových nohou. Podle katolického chápání se chléb a víno proměňují v tělo a krev Páně. Sv. Sixtus a sv. Barbora rozhrnuli oponu, aby tak umožnili návrat Krista na Mariiných rukou k svaté oběti. Panna Marie nabízí Krista jako eucharistii: neobjímá jej tak, jako si matka přivine dítě, ale drží ho před sebou.
 Obraz byl původně umístěn naproti kříži, papež odkazuje na budoucí ukřižování Krista.
Tiára u papežových nohou je přímým odkazem na rodinu papeže Julia II., jejímž patronem sv. Sixtus byl. Symbolizuje ji žalud, který tiáru korunuje. Občanské jméno Julia II. znělo Giuliano della Rovere (italsky znamená slovo rovere dub).

## Historie
Obraz si u Raffaela objednali benediktýni z kláštera San Sisto v Piacenze. Součástí zadání bylo, že na obraze má být jak sv. Sixtus, tak sv. Barbara, neboť klášter byl zasvěcen oběma světcům. Raffael dílo pro klášter vytvořil jako oltářní obraz. Namaloval tuto olejomalbu nedlouho před svou smrtí, asi kolem roku 1513 / 1514. Byla to poslední madona a současně poslední obraz, který dokončil vlastní rukou.

### Stěhování do Německa
V roce 1754 zakoupil obraz za 110 000 až 120 000 franků polský král, velkokníže litevský a saský kurfiřt August III. či Fridrich August II. a nechal jej převézt do Drážďan, kde se mu opět dostalo výsostného uznání. Německý historik umění Hans Belting popisuje společně s Helen Atkinsovou v Neviditelném veledíle z roku 2001, jaký obrovský vliv měl obraz v Německu:

Raffaelova Sixtinská madona v Drážďanech podnítila jako žádné jiné umělecké dílo německou představivost, rozdělujíc či spojujíc je v debatě o umění a náboženství... Tento obraz byl znovu a znovu vynášen jako vrcholné dílo světového malířství a označován přídomkem „božský“...

Uznání, jemuž se začal obraz v Německu okamžitě těšit, dobře ilustruje legenda, v níž se praví, že August III. posunul svůj trůn stranou, aby se dílo mohlo lépe vyjímat. Sixtinskou madonu ve svých populárních a oblíbených Dějinách starověkého umění (Geschichte der Kunst des Alterthums) z roku 1764 vynesl estetik, historik a archeolog Johann Joachim Winckelmann, jenž k ní přitáhl pozornost veřejnosti a učinil ji předmětem diskuse o významu klasických a křesťanských prvků na obraze, označuje přitom Raffaela střídavě za „oddaného křesťana“ a „božského pohana“ (vzhledem k jeho pojetí Panny Marie, jež by mohla stejně dobře být Junonou. Němci si obraz svázali s vlastní legendou o „Raffaelově vizi“, jejíž vznik se datuje do posledních desetiletí 17. století. Podle této legendy – jež byla zpracována v řadě příběhů, a byla podle ní napsána i hra – se Raffaelovi dostalo božského vnuknutí, které mu umožnilo stvořit toto nesmrtelné dílo. Sama legenda způsobovala, že řada lidí upadala při spatření obrazu do stavu náboženského vytržení a učinila z něj svým způsobem ikonu německého romantismu. Obraz ovlivnil Goetha, Wagnera a Nietzscheho. V roce 1855 bylo ve Zwingeru otevřeno Nové královské muzeum (Neues Königliches Museum), jehož architektem byl Gottfried Semper, a Sixtinská madona v něm obdržela samostatnou místnost.

### Druhá světová válka a sovětská epizoda
Sixtinská madona byla sice uchráněna před bombardováním Drážďan, neboť byla spolu s ostatními uměleckými předměty z drážďanských sbírek ukryta v podzemní štole nedaleko Pirny, avšak poté co úkryt objevila speciální brigáda Rudé armády, jejímž úkolem bylo shromažďovat umělecké předměty nalezené v sovětské zóně a odesílat je do Moskvy, putovala do SSSR i ona. Obraz byl spolu s jinými díly krátce umístěn v zámku Pillnitz u Drážďan, odkud byl v bedně převezen po železnici do Moskvy, kde byl umístěn do Puškinova muzea.  Zde byl také v roce 1946 dočasně vystaven spolu s dalšími uměleckými poklady, jichž se Sověti zmocnili. Po Stalinově smrti se však v roce 1955 sovětská vláda rozhodla vrátit obraz zpět do Německa „pro podporu a utužení rodícího se přátelství mezi sovětským a německým lidem“. Ve světovém tisku se následně rozběhla polemika, v níž se tvrdilo, že drážďanská umělecká sbírka byla v době svého pobytu v SSSR poškozena.
Sověti kontrovali námitkou, že ve skutečnosti zmíněná umělecká díla zachránili, neboť podzemní štola, v níž byla ukryta, sice byla opatřena klimatizací, avšak vzhledem k přerušení dodávky proudu ohrožovala umělecká díla nebezpečná vlhkost.
Začaly se šířit příběhy o hrozných podmínkách, z nichž byla Sixtinská madona zachráněna, ale jak v roce 1991 uvedl časopis ARTnews, ruský historik umění Andrej Čegodajev, který byl v roce 1945 vyslán Sověty do Německa, to popřel:

Byla to ta nejnestoudnější lež... Na snímku jsou dva (ve skutečnosti čtyři) vojáci, kteří v šeru nějaké jeskyně vynášejí po kolena ve vodě na popruzích Sixtinskou madonu. Nesou ji ve svislé poloze a s velkou lehkostí, jako by jen dvěma prsty. Ale ten obraz se tímhle způsobem nedal zdvihnout... ani kdyby tam byl tucet chlapů... protože byl zarámovaný. Vše, co je spojeno s touto imaginární záchranou, je prostě a jednoduše lež.

ARTnews také uvedl, že i velitel brigády, která obraz vyzvedla z úkrytu, označil ve svém dopise časopisu Literaturnaja gazeta, jenž byl publikován v padesátých letech, tyto příběhy za lživé. Uvedl v něm, že Sixtinská madona byla, podobně jako řada jiných obrazů, uložena... v suché štole, v níž byla řada přístrojů, jež sledovaly vlhkost, teplotu atd. Ať už je to pravda, či nikoli, příběhy o zachránění Sixtinské madony se zakořenily v představivosti lidí a dostaly se coby fakta i do řady knih.

## Současnost
Po svém návratu do Německa byl obraz restaurován a umístěn do obrazárny v drážďanském Zwingeru, jejíž ozdobou a chloubou se opět stal. V mnohých turistických průvodcích je uváděn jako zdejší nejslavnější umělecké dílo.

## Andělé

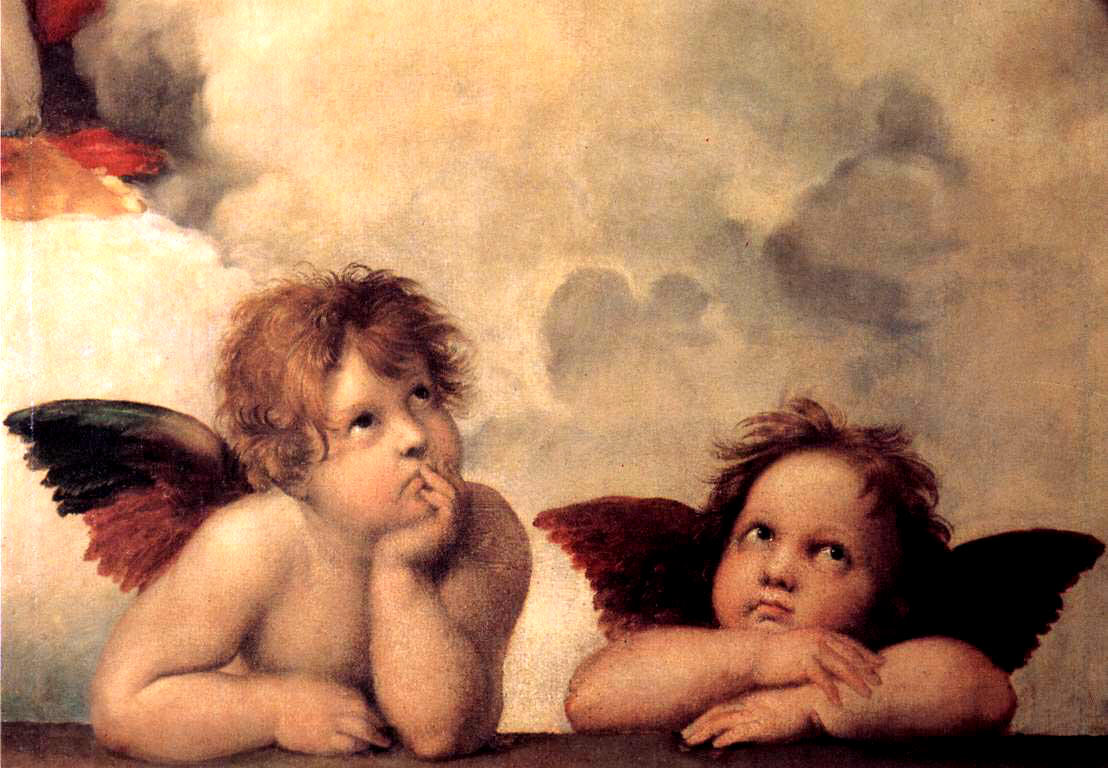
Detail andílků

Výrazným prvkem obrazu je již zmíněná dvojice andílků opírajících se o spodní rám obrazu a sledujících výjev nad sebou. Ti se proslavili sami o sobě. Již v roce 1913 prohlásil americký hudební kritik Gustav Kobbé, že „žádný anděl či skupina andělů nejsou tak slavní, jako ti dva, kteří se opírají o vršek oltáře naznačeného v samé spodní části obrazu“. Tato dvojice se objevila na poštovních známkách a na pohlednicích, jako potisk na tričkách a na balicím papíru, a dokonce i na krabičkách kondomů. O jejich vzniku koluje řada legend. Podle článku, který vyšel v roce 1912 v americkém časopisu Fra, byly jejich předlohou děti jedné z žen, jež stály Raffaelovi modelem, které se přišly podívat, jak mistr pracuje. Raffaela zaujal jejich postoj, a tak je, přesně jak byly, zachytil na obraze. Jiný příběh, vylíčený v americkém dětském časopisu St. Nicholas Magazine v roce 1912, vypráví, že Raffaela spíše inspirovaly dvě děti, jež potkal na ulici, „kterak se toužebně dívají do výkladu pekařství“.